# Pseudolycopodiella paradoxa
Pseudolycopodiella paradoxa är en lummerväxtart som först beskrevs av Carl Friedrich Philipp von Martius, och fick sitt nu gällande namn av Josef Holub. Pseudolycopodiella paradoxa ingår i släktet Pseudolycopodiella och familjen lummerväxter. Inga underarter finns listade i Catalogue of Life.